# Franska viner
Franska viner är viner som produceras i Frankrike. Med 889 000 hektar har Frankrike näst mest vinodlingar i världen (efter Spanien) och produktionen om 57 miljoner hektoliter är den största i världen. Frankrike är också det land i världen som producerar flest kvalitetsviner.

## Historik
Vin började odlas i större omfattning runt staden Marseille av grekiska sjöfarare och förmodligen odlade man vin så långt in i Frankrike som Rhônedalen. Annars var det Julius Caesars legionärer som stod för spridningen av vin till hela Frankrike. Under 1800-talets sista årtionden angreps vinodlingarna av vinlusen (Phylloxera vastatrix) som förstörde större del en av odlingarna. Lösningen var att importera resistenta rotstockar från Nordamerika och sedan ympa på sticklingar från de ursprungliga druvsorterna. Det dröjde till efter andra världskriget innan vinodlingarna återhämtat sig.
Den minskade inhemska vinkonsumtionen i kombination med ökad konkurrens från nya världen har inneburit att det idag råder överproduktion på vin, och att många små vinodlare har allt svårare att försörja sig. Allt sedan 1990-talet har man talat om en "vinkris" (crise du vin). Samtidigt har priserna på de internationellt kända toppvinerna nått oanade höjder. I ekonomiska termer är därför den franska vinnäringen av idag mycket tudelad.

## Vinlagar
Det organ som kontrollerar klassificeringen av de franska vinerna heter INAO (Institut des Appellations d'Origine). Vinerna är indelade i följande tre klasser:
- Vin de France (tidigare Vins de Table, bordsvin), den lägsta klassen som omfattar ca en fjärdedel av produktionen.[3] Enda kravet är att vinerna måste ha minst 8,5 procent alkohol. Även vissa producenter som anses producera viner av toppklass väljer denna klass eftersom den medger betydligt större friheter i tillverkningen.[4]
- Indication Géographique Protégée (IGP) (tidigare Vin de Pays, lantvin). Här ställs krav på högre alkoholhalt och att vinet ska komma från en speciell region. 28 procent av vinproduktion utgörs av viner klassade som IGP.[3] Vin de Pays kan delas in i tre geografiska nivåer[5]:

1. Regionala Vin de Pays, sex stycken som täcker flera olika departement:  
  1. Vin de Pays de Loire (Loiredalen)
  2. Vin de Pays de l’Atlantique (Bordeaux, Cognac och Dordogne)
  3. Vin de Pays du Comté Tolosan (sydvästra Frankrike)
  4. Vin de Pays d’Oc (Languedoc och Roussillon)
  5. Vin de Pays des Comtés Rhodaniens (östra Frankrike)
  6. Vin de Pays Portes de la Mediterranée (sydöstra Frankrike och Korsika).
2. Vin de Pays efter departement, cirka 30 till antalet.
3. Zon-Vin de Pays är mindre områden inom ett departement.

- Appellation d'Origine Protégée (AOP) (tidigare Appellation d’Origine Contrôlée (AOC)). AOP är kvalitetsregler på europeisk nivå, som ersatte de franska AOC reglerna 2009. Båda termerna används dock som synonymer. 47% av fransk vinproduktion utgörs av viner klassade som AOP.[3] Vinproduktionen i ett AOP-område kontrolleras utifrån odlingsareal (geografisk gränsdragning, ofta utifrån jordmånens sammansättning), tillåtna druvsorter och tillåten avkastning (uttryckt i hektoliter per hektar), samt bestämmelser för lägsta alkoholhalt. Bestämmelserna övervakas av två särskilda organ: INAO, Institut National des Appellations d’Origine, och SRFQ, Service de la Répression des Fraudes et du Contrôle de la Qualité. Ett AOP-område kan vara en hel region, till exempel AOP Bourgogne, som inom sig har deldistrikt, kommuner och även enskilda vingårdar med egna AOP.[5]  En tumregel är att ju mer geografiskt begränsat område det är frågan om, desto strängare är de ovan nämnda kraven – och desto högre vinkvalitet bör man kunna förvänta sig. Inom AOP existerar det två äldre toppkategorier som kategoriserar viner utifrån bedömd kvalitet på druvorna[6]. I Bordeaux kategoriseras vinerna efter vilket slott som tillverkat vinet, och i Bourgogne, Alsace och Loire efter vilket område ("terroir" på franska) där druvorna odlats. I Champagne används fortfarande begreppen Premier Cru och Grand Cru av tillverkare men kvaliteten kontrolleras inte längre av myndigheter[7].  
  1. Premier Cru är den näst högsta kvalitetsklassen inom AOP.
  2. Grand Cru, är den högsta kvalitetsklassen inom AOP. I Bordeaux delas slotten som klassificerats som Grand Cru Classée in i fem olika klasser, i fallande skala från den högsta klassen Premier Grand Cru Classée till 5:e Grand Cru Classée.

Ekologiska viner. För att få marknadsföra ett vin som ekologiskt krävs i dag att tillverkningen certifierats som Agriculture Biologique (AB) av ett av elva godkända certifieringsinstitut, varav Ecocert och Bureau Veritas är de mest frekvent förekommande. Dessa viner äger rätt att marknadsföras med EU:s ekologiska logotyp.

## Druvsorter
De flesta välkända druvor för vinproduktion i världen härstammar från Frankrike. Gröna druvor är vanligare norröver och ju längre söderut desto djupare färg på de röda vinerna från blå druvsorter. De mest kända blå druvsorterna är:
- Cabernet Sauvignon (framförallt i Bordeauxviner och från södra Frankrike).
- Cabernet Franc (framförallt i Bordeauxviner, men även i Loireviner)
- Grenache (framförallt i Rhôneviner från södra Rhônedalen).
- Merlot (i Bordeauxviner,  huvuddruva i viner från den östra stranden).
- Pinot Noir (Druvan framför alla andra i Bourgogneviner, men även i Champagne)
- Syrah (framförallt i Rhôneviner från norra Rhônedalen men även i södra Rhône, Languedoc-Roussillon och sydväst).

De mest kända gröna druvsorterna är:
- Chardonnay (framförallt i vita Bourgogneviner och i Champagne)
- Riesling (endast i Alsaceviner).
- Sauvignon Blanc (framförallt i Loireviner och i vita Bordeauxviner)

Vid 2007 års skörd var de följande druvsorterna de vanligaste i Frankrike:
| Vanligaste druvsorter i Frankrike (2007)   | Vanligaste druvsorter i Frankrike (2007) | Vanligaste druvsorter i Frankrike (2007) | Vanligaste druvsorter i Frankrike (2007) |
| Druvsort                                   | Färg                                     | Yta (%)                                  | Yta (hektar)                             |
| ------------------------------------------ | ---------------------------------------- | ---------------------------------------- | ---------------------------------------- |
| 1. Merlot                                  | blå                                      | 13,6%                                    | 116 715                                  |
| 2. Grenache                                | blå                                      | 11,3%                                    | 97 171                                   |
| 3. Ugni Blanc                              | grön                                     | 9,7%                                     | 83 173                                   |
| 4. Syrah                                   | blå                                      | 8,1%                                     | 69 891                                   |
| 5. Carignan                                | blå                                      | 6,9%                                     | 59 210                                   |
| 6. Cabernet Sauvignon                      | blå                                      | 6,7%                                     | 57 913                                   |
| 7. Chardonnay                              | grön                                     | 5,1%                                     | 43 887                                   |
| 8. Cabernet Franc                          | blå                                      | 4,4%                                     | 37 508                                   |
| 9. Gamay                                   | blå                                      | 3,7%                                     | 31 771                                   |
| 10. Pinot Noir                             | blå                                      | 3,4%                                     | 29 576                                   |
| 11. Sauvignon Blanc                        | grön                                     | 3,0%                                     | 26 062                                   |
| 12. Cinsaut                                | blå                                      | 2,6%                                     | 22 239                                   |
| 13. Melon de Bourgogne                     | grön                                     | 1,4%                                     | 12 483                                   |
| 14. Sémillon                               | grön                                     | 1,4%                                     | 11 864                                   |
| 15. Pinot Meunier                          | blå                                      | 1,3%                                     | 11 335                                   |
| 16. Chenin Blanc                           | grön                                     | 1,1%                                     | 9 756                                    |
| 17. Mourvèdre                              | blå                                      | 1,1%                                     | 9 494                                    |
| 18. Colombard                              | grön                                     | 0,9%                                     | 7 710                                    |
| 19. Muscat Blanc à Petits Grains           | grön                                     | 0,9%                                     | 7 634                                    |
| 20. Malbec                                 | blå                                      | 0,8%                                     | 6 291                                    |
| 21. Alicante Bouschet                      | blå                                      | 0,7%                                     | 5 680                                    |
| 22. Grenache Blanc                         | grön                                     | 0,6%                                     | 5 097                                    |
| 23. Viognier                               | grön                                     | 0,5%                                     | 4 111                                    |
| 24. Muscat de Hambourg                     | blå                                      | 0,4%                                     | 3 605                                    |
| 25. Riesling                               | grön                                     | 0,4%                                     | 3 480                                    |
| 26. Vermentino                             | grön                                     | 0,4%                                     | 3 453                                    |
| 27. Aramon                                 | blå                                      | 0,4%                                     | 3 304                                    |
| 28. Gewurztraminer                         | rosa                                     | 0,4%                                     | 3 040                                    |
| 29. Tannat                                 | blå                                      | 0,3%                                     | 3 001                                    |
| 30. Gros Manseng                           | grön                                     | 0,3%                                     | 2 877                                    |
| 31. Macabeu                                | grön                                     | 0,3%                                     | 2 778                                    |
| 31. Muscat de Alexandrie                   | grön                                     | 0,3%                                     | 2 679                                    |
| 32. Pinot Gris                             | "grå"                                    | 0,3%                                     | 2 582                                    |
| 33. Clairette                              | grön                                     | 0,3%                                     | 2 505                                    |
| Alla gröna druvsorter                      |                                          | 30,1%                                    | 259 130                                  |
| All blå druvsorter, inklusive rosa och grå |                                          | 69,9%                                    | 601 945                                  |
| Totalt                                     |                                          | 100,0%                                   | 861 075                                  |

## Vinregioner

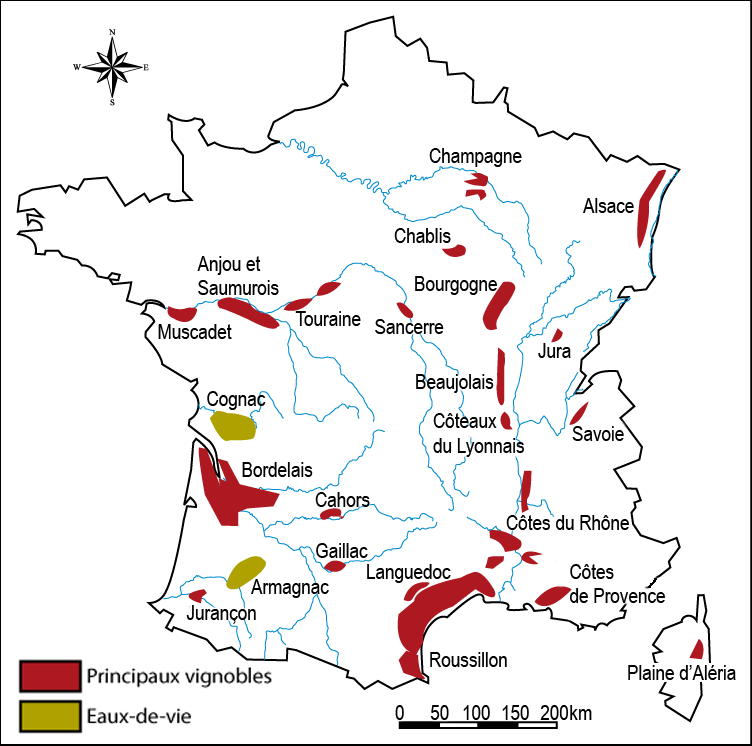
Karta över franska vinregioner.

Franska viner delas in i sex stora vinregioner:
- Alsaceviner
- Champagne
- Bordeauxviner
- Loireviner
- Bourgogneviner
- Rhôneviner

Därtill kommer mindre kända viner framförallt från:
- Sud-ouest
- Languedoc-Roussillon-viner
- Provence
- Korsika